# Spinilipus
Genre
Spinilipus est un genre fossile d'araignées aranéomorphes de la famille des Cyatholipidae.

## Distribution
Les espèces de ce genre ont été découvertes dans de l'ambre de la mer Baltique et de Bitterfeld en Saxe-Anhalt en Allemagne. Elles datent du Paléogène.

## Liste des espèces
Selon The World Spider Catalog 15.5 :
- †Spinilipus bispinosus Wunderlich, 2004
- †Spinilipus curvatus Wunderlich, 2004
- †Spinilipus glinki Wunderlich, 2004
- †Spinilipus kerneggeri Wunderlich, 1993
- †Spinilipus longembolus Wunderlich, 2004

## Publication originale
- (en) Jörg Wunderlich, Die ersten fossilen Becherspinnen (Fam. Cyatholipidae) in Baltischem und Bitterfelder Bernstein (Arachnida: Araneae)., vol. 75, coll. « Mitteilungen aus dem Geologisch-Paläontologischen Institut der Universität Hamburg », 1993, 231–241 p..